# Président de Melilla
Le président de la ville de Melilla (en espagnol : Presidente de la Ciudad de Melilla) est le chef du gouvernement, le maire et le président de l'assemblée parlementaire de la ville autonome espagnole de Melilla.
L'actuel titulaire de ce poste est, depuis le 8 juillet 2023, le conservateur Juan José Imbroda.

## Élection
Selon l'article 15 du statut d'autonomie de 1995, « Le président, qui jouit également de la condition de maire, est élu par l'Assemblée, parmi ses membres, et nommés par le Roi ».

### Procédure
L'élection a lieu le jour de la séance constitutive de l'Assemblée. Chacun de ses membres peut voter en faveur d'un de ses collègues qui a été tête de liste aux élections locales. Celui qui recueille la majorité absolue des conseillers (13 voix au moins) est déclaré investi. Si personne n'atteint cette majorité, celui dont la liste est arrivée en tête aux élections locales est proclamé élu.
Cette procédure est strictement identique à celle appliquée pour l'élection des maires des communes espagnoles.

### Investiture
Une fois le président proclamé, son nom est communiqué au Roi et au président du gouvernement. Le président est alors nommé par décret royal, publiés aux Bulletins officiels de l'État et de la ville de Melilla.
Lorsque le président de Melilla prend ses fonctions, il prête le serment suivant : « Je jure/promets de servir fidèlement l'Espagne et la ville de Ceuta, respecter la Constitution et le statut d'autonomie, observer et faire respecter les lois, respecter les droits et libertés des citoyens, rester fidèle au Roi, et accomplir les fonctions de président de la ville autonome de Ceuta ».

## Fonctions

### Président de la ville autonome
En sa qualité de représentant suprême de la ville de Melilla : 
- il « exerce la plus haute représentation de la ville autonome dans ses rapports avec les institutions de l'État, les communautés autonomes et la ville autonome de Ceuta, les autres administrations publiques, ainsi que dans le domaine international le cas échéant » ;
- il « ratifie les conventions de collaboration et les accords de coopération avec les communautés autonomes et la ville autonome de Ceuta, une fois ceux-ci adoptés par l'Assemblée conformément au statut d'autonomie » ;
- il « signe les conventions avec les organes constitutionnels, ainsi que celles passées avec l'administration générale de l'État quand sa signature est considérée opportune du fait de leur importance, après accord du conseil de gouvernement » ;
- il « préside l'Assemblée, conformément au règlement de cette dernière ».

### Président du conseil de gouvernement
En sa qualité de chef du gouvernement : 
- il « préside le conseil de gouvernement, fixe les lignes directrices de l'action du gouvernement, dont il coordonne et dirige l'action » ;
- il « coordonne le programme normatif et l'élaboration des dispositions de caractère général » ;
- il « convoque les séances et réunions du conseil de gouvernement, dont il fixe l'ordre du jour, les suspend et les lève, et en dirige les délibérations » ;
- il « édicte les décrets qui créent, modifient ou suppriment les départements exécutifs, ce dont il rend compte à l'Assemblée » ;
- il « nomme et révoque le ou les vice-présidents, les conseillers et vice-conseillers, ce dont il rend compte à l'Assemblée » ;
- il « nomme et révoque le porte-parole du conseil de gouvernement » ;
- il « coordonne l'activité des départements et résout les conflits de compétences entre eux, le conseil entendu » ;
- il « peut déléguer temporairement une partie de ses fonctions exécutive propres » ;
- il « peut prendre connaissance d'une affaire relevant d'un département si les circonstances techniques, économiques, sociales ou juridiques le justifient » ;
- il « promulgue les décrets délibérés en conseil de gouvernement et ordonne leur publication au Bulletin officiel » ;
- il « veille à l'application des décisions adoptées en conseil de gouvernement » ;
- il « nomme le secrétaire du conseil de gouvernement » ;
- il « nomme les secrétaires techniques des départements exécutifs » ;
- il « pose la question de confiance, après délibération du conseil de gouvernement » ;
- il « exerce les actions judiciaires, administratives et la défense de la ville dans les domaines qui ne sont pas de la compétence de l'Assemblée ou dans les domaines qui relèvent de ces compétences dans les situations d'urgence, dont il rend compte sans délai pour ratification » ;
- il « peut solliciter un rapport du Conseil d'État ».

### Maire
Il dispose de l'intégralité des compétences dévolues au maire, notamment par la loi de régulation des bases du régime local du 2 avril 1985.

## Fin du mandat
Le mandat du président prend fin en cas de renouvellement de l'Assemblée, adoption d'une motion de censure, refus d'accorder la confiance, démission formelle communiquée à l'Assemblée, d'incapacité permanente, ou décès.

### Motion de censure
La responsabilité du président est mise en cause par l'adoption d'une motion de censure constructive. Aucun élu ne peut signer plus d'une motion au cours de son mandat.
Toute motion doit être signée par au moins la majorité absolue des membres de l'Assemblée et proposer un candidat au poste de président de la ville autonome, qui doit faire partie de l'Assemblée.
Le vote est présidé par l'un des deux vice-présidents de l'Assemblée. La motion est réputée adoptée si elle recueille au moins la majorité absolue des membres de l'Assemblée. Le candidat est alors proclamé investi, puis nommé président de Melilla.
Cette procédure est strictement identique à celle appliquée pour la censure des maires des communes espagnoles.